# 井上荒野
井上荒野（1961年2月4日—），日本小說作家，父親井上光晴同是小說作家。井上荒野於成蹊大學文學系英文科畢業，2004年，以《潤一》獲得第十一屆島清戀愛文學獎，2008年，以《去礦井》獲得第一三九屆直木獎。